# Battaglia di Mookerheyde
La battaglia di Mookerheyde fu combattuta dall'esercito della Spagna degli Asburgo contro le forze dei ribelli olandesi (Geuzen) guidati dai fratelli Luigi e Adolfo di Nassau, nei pressi del villaggio olandese di Mook en Middelaar, lungo il fiume Mosa, non molto distante da Nimega, nella provincia della Gheldria, il 14 aprile 1574. I due fratelli di Guglielmo I d'Orange caddero entrambi in battaglia mentre le forze dei ribelli olandesi subirono una pesante sconfitta.

## Antefatti
Nell'inverno tra il 1573 e il 1574 Luigi ed Enrico di Nassau reclutarono un esercito mercenario in Germania composto da 6 500 soldati di fanteria e 3 000 cavalieri. Essi marciarono verso Maastricht per congiungersi con il contingente del fratello maggiore, Guglielmo D'Orange composto da circa 6 000 soldati. Il piano di guerra di Guglielmo era di far marciare l'esercito congiunto verso Leida posta sotto un pesante assedio da parte di una considerevole armata spagnola a partire dall'ottobre del 1573.
Lungo la marcia, tuttavia, il numero dell'esercito mercenario di Luigi ed Enrico si assottigliò a causa delle continue diserzioni e degli attacchi notturni a sorpresa degli Spagnoli che provocarono circa 1 700 morti tra i mercenari tedeschi. Il resto del contingente ben presto si sollevò minacciando l'ammutinamento a causa dei forti ritardi nel pagamento dei salari. Fu così che con gran fatica i due fratelli attraversarono la Mosa con un esercito forte di 5 500 soldati di fanteria e 2 600 cavalieri, ma prima che il loro esercito potesse finalmente unirsi con quello di Guglielmo, il comandante spagnolo Luis de Zúñiga y Requesens decise di alleggerire temporaneamente l'assedio a Leida per fronteggiare con 5 000 soldati di fanteria e 800 cavalieri l'avanzata dei due fratelli di Guglielmo. Il contingente spagnolo era guidato dai due comandanti Sancho Dávila y Daza e Bernardino de Mendoza che si scontrarono con gli olandesi e i loro mercenari tedeschi nei pressi del villaggio di Mook en Middelaar.

## I fatti
Grazie soprattutto all'avanzata ben calcolata dei lancieri spagnoli che sbaragliarono la cavalleria mercenaria tedesca, gli Spagnoli ebbero presto la meglio sul campo. L'esercito dei ribelli olandesi subì una pesante sconfitta con la perdita di circa 3 000 uomini, mentre il resto dei mercenari tedeschi, a fronte anche del fatto che non venivano pagati da tempo, disertarono prontamente in massa abbandonando il campo di battaglia. Venuto a conoscenza della disfatta, Guglielmo sperò a lungo che i suoi due fratelli fossero ancora vivi e fossero nelle mani del nemico, ma di loro non si seppe più nulla.
Forti di questa vittoria gli Spagnoli si dedicarono con maggiore solerzia all'assedio di Leida, ma dovettero rinunciarvi quando in ottobre l'esercito condotto da Guglielmo li costrinse a togliere l'assedio. Nel corso della battaglia gli Spagnoli si impossessarono del Bastone da feldmaresciallo che Guglielmo aveva donato a suo fratello Luigi di Nassau. Esso, da lungo tempo ormai perduto e dimenticato, venne ritrovato nel monastero di Sant Cugat in Catalogna. Nel 2017 il Preposito generale della Compagnia di Gesù, Arturo Sosa Abascal restituì il cimelio al sovrano olandese Guglielmo Alessandro dei Paesi Bassi con una cerimonia simbolica svoltasi in Vaticano.